# 1718 en architecture
| Années de l'architecture : 1715 - 1716 - 1717 - 1718 - 1719 - 1720 - 1721    |
| Décennies de l'architecture : 1680 - 1690 - 1700 - 1710 - 1720 - 1730 - 1740 |

Cet article présente les faits marquants de l'année 1718 en architecture.

## Réalisations
- Construction du vieux fort espagnol à Pascagoula, aujourd'hui dans l'état américain du Mississippi.
- Au Bengale, le mazar du Saint Shah Sultan Mahi Swar Balkhi, une mosquée avec un dôme, est construite.
- Pierre le Grand lance la construction du Château de Kadriorg à Tallinn, dans l'Estonie actuelle (fin en 1725).

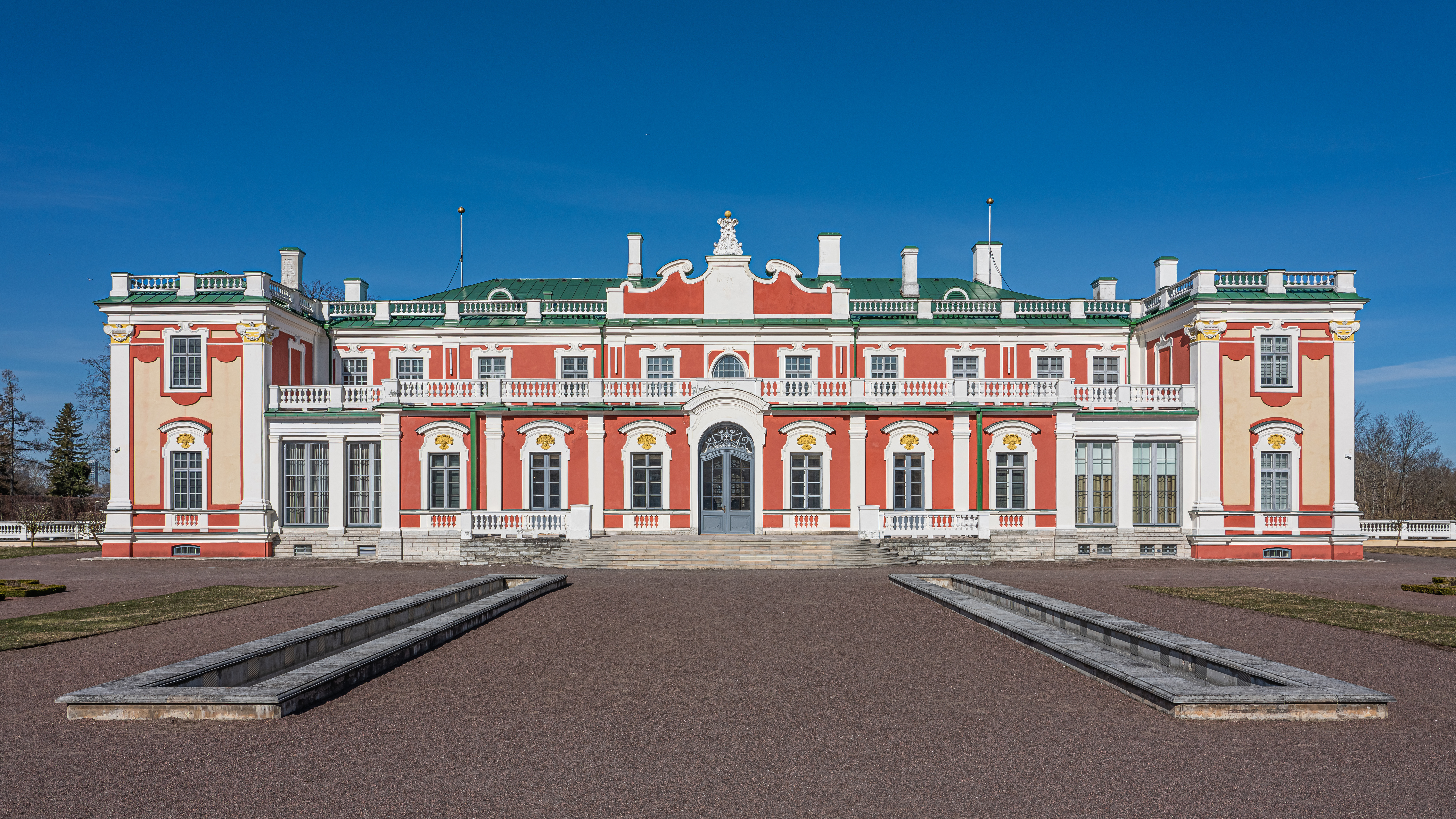
Façade est du Château de Kadriorg.

## Événements
- x

## Distinctions
- Académie royale d'architecture : Michel Tannevot.

## Naissances
- 4 mai : Mario Gioffredo († 8 mars 1785).

## Décès
- x